# Ponte City
Ponte City är en skyskrapa i Johannesburg, Sydafrika. Byggnaden uppfördes 1975 och är 173 meter hög. Detta gör Ponte City till det högsta bostadshuset i Afrika och på Södra halvklotet. Byggnaden har 54 våningar och är cylinderformad. Byggnaden är helt öppen inuti, för att mer ljus ska komma in i lägenheterna.
Neonskylten på toppen av byggnaden är den största skylten på Södra halvklotet. Före 2000 hade den reklam för The Coca-Cola Company. Sedan dess har den reklam för det sydafrikanska mobiltelefonföretaget Vodacom.